# Elena Cassin
Elena Margherita Cassin (in Frankreich: Marguerite Helene Cassin; * 30. Oktober 1909 in Cuneo, Italien; † 23. Juni 2011 in Paris, Frankreich) war eine italienische Altorientalistin.

## Leben
Elena Cassin studierte Religionsgeschichte an der Universität Rom und promovierte dort 1933. Anschließend ging sie nach Paris und beschäftigte sich seit dem vor allem mit der Rechts- und Wirtschaftsgeschichte des alten Mesopotamiens. Sie war Mitarbeiterin der Revue d'Assyriologie und gehört der Annales-Schule an. Als Maître de recherche war sie Forschungsbeauftragte des Centre national de la recherche scientifique (CNRS).
Gemeinsam mit Jean Bottéro und Jean Vercoutter gab Cassin die Bände 2 bis 4 der Fischer Weltgeschichte heraus, die sich mit der altorientalischen Welt beschäftigten.

## Schriften
- L’Adoption à Nuzi. Adrien-Maisonneuve, Paris 1938.
- Symboles de cession immobilière dans l’ancien droit mésopotamien. In: L’Année Sociologique. Série 3, Band 6, 1952, S. 107–161, JSTOR:27885025.
- Le sceau: un fait de civilisation dans la Mésopotamie ancienne. In: Annales. Histoire, Sciences sociales. Année 15, Nr. 4, 1960, S. 742–751, JSTOR:27575415.
- Le roi et le lion. In: Revue de l’histoire des religions. Band 198, Nr. 4, 1981, S. 355–401, JSTOR:23669800.